# Flughafen Wologda

i7
i11
i13
Der Flughafen Wologda (russisch Аэропорт Вологда, IATA-Code: VGD, ICAO-Code: ULWW) ist ein Flughafen in Russland. Er liegt 8 Kilometer nördlich von Wologda im europäischen Teil des Landes. Er hat eine Betonpiste mit 1501 m Länge und 41 m Breite und liegt auf 118 m Seehöhe.
Der Flughafen ist am 21. Juli 1978 eröffnet worden. Das Terminal ging erst 1981 in Betrieb.
Er wird hauptsächlich von der AO Luftfahrtgesellschaft Wologda (Wologodskoje awiapredprijatije) betrieben.
Es existieren Flugverbindungen zu anderen russischen Zielen. Es fliegt die Wologodskoje awiapredprijatije mit Jakowlew Jak-40.